# نوبة صرعية مصحوبة بغيبة
النوبات الصرعية المصحوبة بغيبة أو نوب الغياب هي إحدى أنواع نوبات الصرع المعمم. يشار إلى هذه النوبات أحيانًا على أنها نوبات الصرع الصغير (مشتق من الفرنسية عن مصطلح «المرض الصغير»، وهو مصطلح يرجع تاريخه إلى أواخر القرن الثامن عشر). تتميز نوب الغياب بفقدان قصير وعودة سريعة للوعي، ولا تتبعها عمومًا فترة خمول (أي بدون حالة ما بعد نوبية ملحوظة). نوب الغياب شائعة جدًا عند الأطفال وتؤثر على جانبي الدماغ.

## علم الأوبئة
تؤثر نوب الغياب على 0.7-4.6 من أصل 100000 من عموم السكان و 6% إلى 8% من الأطفال الذين تقل أعمارهم عن 15 عامًا. تشكل نوب الغياب الطفولية ما نسبته 10% إلى 17% من جميع نوب الغياب. يتراوح عمر بدء المرض بين 4 و10 سنوات ويبلغ ذروته بين 5 إلى 7 سنوات. وهو أكثر شيوعًا عند الفتيات منه عند الفتيان.

## المسببات
تحدث نوبة الغياب على وجه التحديد بسبب الوراثة متعددة العوامل. يتم تنظيم قنوات الكالسيوم الفولطية من النوع T بواسطة الجينات GABRG2 وGABRG3 وCACNA1A2. تندخل وراثة هذه الجينات في مسببات نوبة الغياب. العوامل المؤدية إلى نوبة مصحوبة بغيبة هي قلة النوم والمطاوعة، وشرب الكحول، وسحب البنزوديازيبينات، واستخدام الأدوية التي تقلل من عتبة النوبة مثل الإيزونيازيد ومضادات الذهان.

## العلامات والأعراض
تتفاوت المظاهر السريرية للنوبات المصحوبة بغيبة بشكل كبير بين المرضى. تدهور الوعي هو العَرَض الأساسي، وقد يكون العرض السريري الوحيد، لكن يمكن دمجه مع مظاهر أخرى. السمة المميزة لنوبات الغياب هي تدهور حاد ومفاجئ للوعي، وتوقف الأنشطة قيد التنفيذ، والنظرة الفارغة، وربما دوران العينين للأعلى لفترة قصيرة. إذا كان المريض يتحدث، يتباطأ الكلام أو ينقطع؛ وإذا كان يسير يقف مذهولًا. في حالة الأكل، يتوقف الطعام في طريقه إلى الفم. عادة، لن يستجيب المريض عند مخاطبته. في بعض الحالات، تُجهض الهجمات عند نداء المريض. تستمر الهجمة من بضع ثوانٍ إلى نصف دقيقة وتتلاشى بنفس السرعة التي بدأت فيها. نوب الغياب بشكل عام لا تتبعها فترة عدم توجه أو خمول (حالة ما بعد نوبية) على عكس غالبية الاضطرابات النوبية.
1. غياب مع تدهور الوعي فقط حسب الوصف أعلاه
2. غياب مع مكونات رمعية خفيفة. هنا لا يمكن تمييز بداية الهجمة عما سبق أعلاه، ولكن قد تحدث مكونات رمعية في الأجفان أو في زاوية الفم أو في مجموعات العضلات الأخرى التي قد تختلف في شدتها من حركات غير محسوسة تقريبًا إلى رعشات رمعية معممة. قد تسقط الأشياء الموجودة في اليد.
3. غياب مع مكونات ونائية. هنا قد يُلاحظ تدني في توتر العضلات التي تسند وضعية الجسم وكذلك في الأطراف ما يؤدي إلى سقوط الرأس، وأحيانًا هبوط الجذع، وسقوط الذراعين، واسترخاء قبضة اليد. نادرًا ما ينخفض توتر العضلات لدرجة تسبب سقوط الشخص.
4. غياب مع مكونات توترية. هنا قد يحدث تقلص عضلي توتري أثناء الهجمة، ما يؤدي إلى زيادة التوتر العضلي الذي قد يؤثر على العضلات الباسطة أو العضلات المثنية بشكل متناظر أو غير متناظر. إذا كان المريض واقفًا، فقد يُسحب الرأس للخلف وقد يتقوس الجذع. قد يؤدي هذا إلى اندفاع رجعي، ما قد يؤدي إلى ارتعاش الجفون بسرعة؛ قد تشخص العيون للأعلى أو قد يهتز رأس المريض للأمام والخلف ببطء، كما لو أنه يومئ برأسه. قد ينسحب الرأس توتريًا إلى جانب أو آخر.[6][7]
5. غياب مع سلوك تلقائي. تكثر الحركات الهادفة أو شبه الهادفة في غياب الوعي أثناء نوبة الغياب وقد تتراوح من لعق الشفاه والبلع إلى تحسس الملابس أو المشي بدون هدف. في حال توجيه حديث للمريض، قد ينخر المريض، وعند لمسه أو دغدغته قد يفرك الموقع. إن السلوك التلقائي معقد للغاية وقد يتكون من مجموعات من الحركات الموصوفة أعلاه أو قد تكون بسيطة للغاية بحيث لا يمكن ملاحظتها بشكل عرضي.
6. غياب مع مكونات ذاتية. قد تكون شحوبًا، واحمرارًا بشكل أقل تواترًا، وتعرقًا، واتساع حدقة العين، وسلس البول.

غالبًا ما تحدث أشكال مختلطة من الغياب. يمكن أن تحدث هذه النوبات عدة مرات يوميًا أو في بعض الحالات، مئات المرات يوميًا، لدرجة أن الشخص لا يستطيع التركيز في المدرسة أو في المواقف الأخرى التي تتطلب انتباهًا متواصلًا ومركّزًا.

## عوامل الخطر
تتحرض حالات الغياب النموذجية بسهولة عن طريق فرط التهوية (فرط التنفس) في أكثر من 90% من الأشخاص الذين يعانون من الغياب النموذجي. هذا اختبار موثوق لتشخيص نوبات الغياب: يجب أن يُطلب من المريض المشتبه بغيابه النموذجي أن يتنفس لمدة 3 دقائق مع حساب الأنفاس. أثناء فرط التهوية، سيضطرب مستوى الأكسجين وثاني أكسيد الكربون. وهذا يؤدي إلى إضعاف الإشارة الكهربائية ما يؤدي إلى انخفاض عتبة النوبة. قد يسرع التحفيز الضوئي المتقطع حدوث نوبات الغياب أو يسهلها؛ إن الرمع العضلي في الأجفان من السمات السريرية الشائعة.
ثمة فارقة آلية محددة موجودة في نوبات الغياب وهي تورط قنوات الكالسيوم نوع T في آلية النوبة. يعتبر دواء الإيثوسوكسيميد نوعيًا لهذه القنوات وبالتالي فهو غير فعال لعلاج الأنواع الأخرى من النوبات. يمتلك حمض الفالبوريك والغابابنتين آليات عمل متعددة كحصار قنوات الكالسيوم نوع T، وهي مفيدة في علاج أنواع النوبات المتعددة. يمكن أن يؤدي الغابابنتين إلى تفاقم نوبات الغياب.